# اونوره گابریل ریکوتی، کنت دو میرابو
اونوره گابریل ریکوتی، کنت دو میرابو (به فرانسوی: Honoré Gabriel Riqueti, comte de Mirabeau) نویسنده، روزنامه‌نگار و سیاستمدار قرن هجدهم میلادی اهل فرانسه است.
بزرگ‌ترین و قوی‌ترین ناطق دوره مجلس مؤسسان انقلاب فرانسه کنت دو میرابو هم جزء حزب مشروطه‌خواه محسوب می‌شد، میرابو از طبقهٔ نجبا بود و به علت پیشامدهای ناشایسته که در زندگانی خصوصی او رخ داد مطرود گردید و به طبقهٔ سوم (طبقه رعیت) پناه برد و از جانب اهل اکس نمایندگی یافت. هوش و فطنتی داشت که معضلات امور را به حدس صائب در می‌یافت و بر غوامض امور اطلاع حاصل می‌کرد، خطابه‌های خود را با آهنگی موقر و متین قرائت می‌کرد و آثار شتاب‌زدگی و حرکات جوارح و اعضاء از خود ظاهر نمی‌ساخت. گروهی از نویسندگان با او در تهیهٔ خطابه‌ها کمک می‌کردند و جزء هیئت تحریریه او بشمار می‌آمدند، چون میرابو محل تنفر عمومی بود کلامش در مجلس دیر زمانی بی‌تاثیر ماند، در ابتدای امر میرابو طرفدار ملت بود و با نطق‌های آتشین دربار شاهی را مورد تعرض قرار می‌داد و به این جهت مقبولیت عامه یافت اما در اوایل سال ۱۷۹۰ عقیدهٔ او تغییر کرد و افراط مجلس را در محدود ساختن قدرت پادشاه به حال مملکت مضر دانست پس به دفاع پادشاه پرداخت و در نهان به لوئی شانزدهم تقرب حاصل نمود و به اخذ شهریه نایل گردید. چون موقع اصلاح و تجدید نظر قانون اساسی رسید میرابو سعی بسیار کرد که مجلس بر قدرت شاه بیفزاید مخصوصاً حق اعتراض پادشاه را در قانون مزبور بگنجاند و صلح و جنگ را به اختیار شاه بگذارد لکن کسی با او موافقت نکرد و در نتیجه معلوم شد که فی الحقیقه میرابو با دربار سازش کرده‌است پس در کوچه‌های پاریس مردم فریاد برآوردند خیانت بزرگ موسیو میرابو با وجود این زمانی که در ماه آوریل ۱۷۹۱ جهان را بدرود گفت عموم مردم عزادار و سوگوار شدند و جسد او را در مقبرهٔ مشاهیر (پانتئون) دفن کردند.

## نبردناو میرابو
نبردناو میرابو یکی از ۶ کشتی کلاس دانتون و دریدنوت است که در دهه اول قرن ۲۰ام به احترام کنت دو میرابو برای ارتش فرانسه ساخته شد.